# Ratliff City
Ratliff City é uma cidade  localizada no estado norte-americano de Oklahoma, no Condado de Carter.

## Demografia
Segundo o censo norte-americano de 2000, a sua população era de 131 habitantes.
Em 2006, foi estimada uma população de 134, um aumento de 3 (2.3%).

## Geografia
De acordo com o United States Census Bureau tem uma área de
2,9 km², dos quais 2,9 km² cobertos por terra e 0,0 km² cobertos por água. Ratliff City localiza-se a aproximadamente 326 m acima do nível do mar.

## Localidades na vizinhança
O diagrama seguinte representa as localidades num raio de 28 km ao redor de Ratliff City.